# أوليفيي بوافر دارفور
أوليفيي بوافر دارفور (بالفرنسية: Olivier Poivre d'Arvor) كاتب ومثقف ودبلوماسي فرنسي سفير فرنسا لدي الجمهورية التونسيةولد 30 يوليو 1958.

## الحياة الخاصة
هو أخ الصحفي الفرنسي المعروف باتريك بوافر دارفور.

## الحياة المهنية والتكوين
- بعد إجازة في الفلسفة، شغل أوليفيي بوافر دارفور مستشار أدبي في مختلف دور النشر وكان في نفس الوقت ممثلا ومخرجا وصحفيا ومؤسسا للأسبوعية الاقتصادية والثقافية "Tel" تحصل على منحة "Villa Médicis hors les Murs"

## المناصب
شغل بوافر دارفور مناصب عديدة في الشبكة الفرنسي.
بالخارج: مديرا للمركز الثقافي الفرنسي بالإسكندرية (1988-1990)، أعاد فتح المعهد الفرنسي في براغ ثمّ تولّى الإشراف على المعهد الفرنسي بالمملكة المتحدة وشغل منصب مستشار ثقافي لدى سفارة فرنسا بلندن من 1994 إلى 1999
- من فيفري 1999 إلى صيف 2010، شغل أوليفيي بوافر دارفور مدير الجمعية الفرنسية للعمل الفني التي أصبحت في 2006 «ثقافات فرنسا» ثم المعهد الفرنسي.
في عام 2007، إنضم إلى وزارة الخارجية الفرنسية كوزير مفوض بعد تعيينه مديرا عاما الثقافة الفرنسية في صيف 2010، ترأس مركز الخدمة العامة إلى غاية سبتمبر 2015. ثم عين سفيرا للجاذبية الثقافية لفرنسا وأطلق بهذه المناسبة الجولة الكبرى (جانفي-جويلية 2016
"Le Grand Tour"
- في 2005، نظّم أوليفيي بوافر دارفور الدورة الأولى لماراتون الكلمات، مهرجان تلتقي فيه الكلمة مع النص، وهو يمثّل اليوم ثاني لقاء أدبي في فرنسا من حيث نسبة الحضور.
- يشغل أوليفيي بوافر دارفور منذ عام 2014 رئيسا للمتحف البحري الوطني
- روائي وكاتب، نشر أوليفيي بوافر دارفور العديد من الكتب سفارة فرنسا لدى تونس.